# Nokia 7 Plus
{{Infobox mobile phone
|name=Nokia 7 Plus|family= Nokia
|logo=
|logo caption=
|image=
|caption=Nokia 7 Plus với Android Pie
|aka=
|codename=
|brand=Nokia
|developer=HMD Global
|manufacturer=Foxconn
|modelnumber=TA-1046 (Quốc tế)
 TA-1055 (Ấn Độ)
 TA-1062 (Châu Á - Thái Bình Dương)
 TA-1051,TA-1072 (Không rõ)
|releasedate=Tháng 3 năm 2018
|predecessor=
|successor=Nokia 8.1
|related=Nokia 1
Nokia 6.1
Nokia 7
Nokia 8 Sirocco
Nokia 8110 4G
|type=Smartphone
|generation=
|lifespan=
|discontinued=
|dimensions=H: 158,38 mm (6,235 in)
W: 75,64 mm (2,978 in)
D: 7,99 mm (0,315 in)|weight=183g|os=Android 8.1 "Oreo" (có thể nâng cấp lên Android 9.0 "Pie")
|soc=Qualcomm Snapdragon 660
|cpu=
|gpu=
|memory=4 hoặc 6 GB LPDDR4 RAM
|storage=64 GB
|battery=3,800 mAh Li-Po, không thể tháo rời
|memory_card= Có hỗ trợ microSD, lên đến 256 GB
|input=Cảm biến:

- Cảm biến tiệm cận
- La bàn điện tử
- Cảm biến vân tay (một chạm)
- Gia tốc kế
- Cảm biến ánh sáng

Nhập liệu: Qua màn hình cảm ứng điện dung đa điểm.
|display=IPS LCD với mặt kính Gorilla Glass 3 6 inch
Tỉ lệ 18:9
Mật độ điểm ảnh 2160x1080
|rear_camera= Camera kép: 12 MP (f/1.75, 1.4 µm) và 13 MP với thấu kính ZEISS
• Đèn flash LED hai tông màu
• Ghi hình 2160p tại 30fps
|front_camera=16 MP
|sound=
|connectivity=• Giắc cắm tai nghe 3.5 mm [[TRS IPS LCD với mặt kính Gorilla Glass 3|TRRS]]
• Bluetooth
• USB 2.0 qua cổng USB-C
|media=
|title=
|unitssold=
|unitsshipped=
|website=www.nokia.com/phones/vi_vn/nokia-7-plus|other=|slogan=A phone you can rely on}}
Nokia 7 Plus là một điện thoại thông minh tầm trung của Nokia chạy hệ điều hành Android, được công bố vào ngày 25 tháng 2 năm 2018, cùng với bốn điện thoại mang nhãn hiệu Nokia khác. Giá ban đầu của nó được công bố là 399 euro.

## Thông số kỹ thuật

### Phần mềm
Vì Nokia 7 Plus là thiết bị Android One, nó chạy phiên bản "thuần" của hệ điều hành Android. Ban đầu nó được xuất xưởng với Android 8.0 Oreo cài sẵn; tuy nhiên bản cập nhật cho Android 8.1 Oreo và 9.0 Pie đã sớm được phát hành cho thiết bị.
Vào ngày 8 tháng 5 năm 2018, Nokia 7 Plus là một trong bảy điện thoại thông minh không phải do Google sản xuất được nhận bản beta cho Android 9.0 Pie.
Vào ngày 28 tháng 9 năm 2018, bản cập nhật Android Pie bắt đầu được tung ra cho Nokia 7 Plus với các giai đoạn, bắt đầu từ Ấn Độ.

### Phần cứng
Nokia 7 Plus có màn hình LCD LTPS IPS 6.0 inch, bộ xử lý Qualcomm Snapdragon 660 Octa-core (4x2.2 GHz Kryo 260 & 4x1.8 GHz Kryo 260), RAM 4 GB và bộ nhớ trong 64 GB có thể mở rộng bằng thẻ nhớ microSD lên tới 256 GB. Chiếc điện thoại này có pin Li-Ion 3800 mAh, camera sau 13 MP với đèn flash LED và camera mặt trước 16 MP với tiêu cự tự động. Nokia 7 Plus có sẵn các phiên bản màu đen với viền màu đồng, màu trắng với viền màu đồng. Phần khung chiếc điện thoại này được thiết kế từ nhôm nguyên khối 6000 series.
Như với các điện thoại tầm trung và cao cấp khác của Nokia, Nokia 7 Plus có ống kính quang học của camera phía sau được cấp phép độc quyền từ ZEISS.
Vùng kết nối NFC ở mặt sau của điện thoại nhỏ hơn và yếu hơn các điện thoại khác, có thể được tìm thấy ở bên trái của cụm camera.

## Tiếp nhận
Các nhận xét về Nokia 7 Plus phần lớn là tích cực. Các nhà phê bình thích màn hình lớn, tuổi thọ pin và phần mềm Android One. Thiết kế bên ngoài và chất lượng hoàn thiện của nó cũng được đánh giá cao. Một nhà phê bình gọi nó là điện thoại thông minh Nokia hứa hẹn nhất trong nhiều năm. Android Central ca ngợi máy ảnh của Nokia 7 Plus là "một trong những sản phẩm tốt nhất" trong danh mục giá 400 đô la, không quên thêm rằng Nokia 7 Plus là "một trong những chiếc điện thoại tốt nhất của năm".